# Ischalia arakii
Ischalia arakii is een keversoort uit de familie Ischaliidae. De wetenschappelijke naam van de soort is voor het eerst geldig gepubliceerd in 2003 door Saitô.